# Trotteria asteralobiphila
Trotteria asteralobiphila är en tvåvingeart som beskrevs av Fedotova 2002. Trotteria asteralobiphila ingår i släktet Trotteria och familjen gallmyggor. Inga underarter finns listade i Catalogue of Life.